# Anthurium stephanii
Anthurium stephanii är en kallaväxtart som beskrevs av Thomas Bernard Croat och Acebey. Anthurium stephanii ingår i släktet Anthurium och familjen kallaväxter. Inga underarter finns listade.